# John Barry (skladatel)
John Barry Prendergast (3. listopadu 1933, York, Spojené království — 30. ledna 2011, New York, USA) byl anglický hudební skladatel a dirigent, který napsal hudbu k jedenácti filmům s Jamesem Bondem včetně známého úvodního motivu. Během svého života získal pět Oscarů – za píseň a hudbu k Volání divočiny (1966) a za hudbu k filmům Lev v zimě (1968), Vzpomínky na Afriku (1985) a Tanec s vlky (1990). Získal též Zlatý glóbus za nejlepší hudbu k filmu Vzpomínky na Afriku a čtyři ceny Grammy, mj. za hudbu k filmům Půlnoční kovboj a The Cotton Club. V roce 1998 byl uveden do Songwriters Hall of Fame.
Zemřel na infarkt předposledního dne ledna roku 2011.

## Hudba k filmům
- Dr. No, 1962
- Srdečné pozdravy z Ruska, 1963
- Goldfinger, 1964
- Thunderball, 1965
- Volání divočiny(Born Free), (1966)
- Žiješ jenom dvakrát, 1967
- Lev v zimě, 1968
- Půlnoční kovboj, 1969
- V tajné službě Jejího Veličenstva, 1969
- Diamanty jsou věčné, 1971
- Follow Me, 1972
- Muž se zlatou zbraní, 1974
- King Kong, 1976
- Moonraker, 1979
- Chobotnička, 1983
- Vyhlídka na vraždu, 1985
- Vzpomínky na Afriku, 1985
- Dech života, 1987
- Tanec s vlky, 1990
- Specialista, 1994
- Mercury, 1998
- Enigma, 2001